# Processo di Leningrado

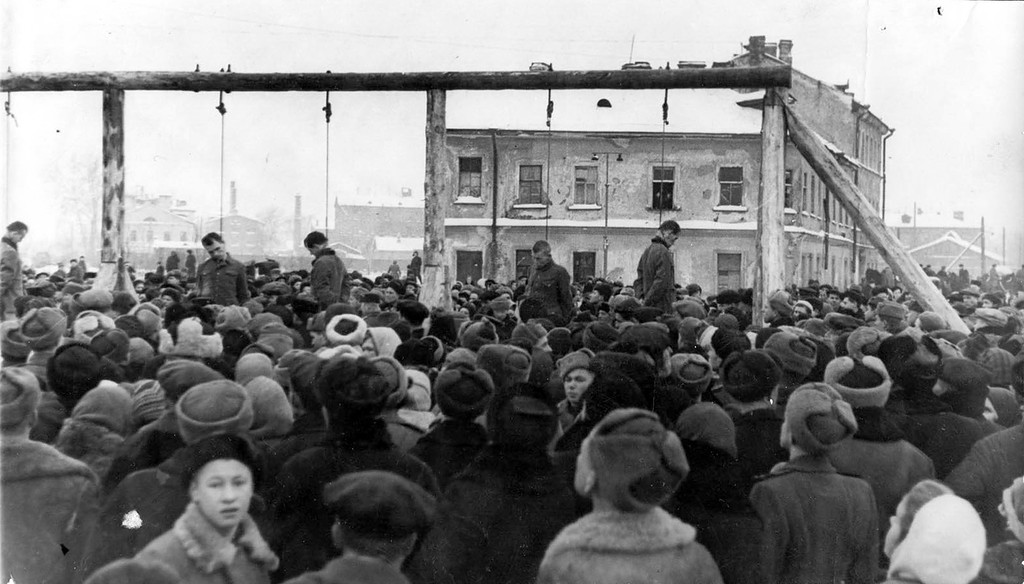
Imputati del processo di Leningrado condannati all'impiccagione

Il processo di Leningrado fu tenuto in uno dei tribunali pubblici sovietici del dopoguerra, contro i militari tedeschi accusati di aver commesso dei crimini di guerra durante la seconda guerra mondiale.
Furono processati 11 militari tra i quali il generale Heinrich Remlinger, tutti accusati di crimini di guerra commessi sul territorio di Leningrado. Il processo ebbe luogo tra la fine di dicembre 1945 e l'inizio di gennaio 1946 nella Casa della Cultura di Vyborg di Leningrado, nell'allora Unione Sovietica ed ebbe una grande risonanza mediatica. Al termine del processo, tutti gli imputati furono giudicati colpevoli e condannati. Otto imputati, fra cui Remlinger, furono pubblicamente impiccati a Leningrado mentre i restanti tre furono condannati ai lavori forzati.

## Nome del processo
Sui documenti dell'indagine, il caso è denominato "Caso n. 37-d con documenti sulle atrocità degli ex militari dell'esercito tedesco Remlinger, Strüfing e altri nelle regioni di Leningrado e Pskov, durante la loro occupazione temporanea da parte dei tedeschi". In un articolo sul quotidiano "Smena" del 3 gennaio 1946, il processo è denominato "Il processo nel caso delle atrocità fasciste tedesche nella regione di Leningrado". Nella letteratura storica scientifica viene utilizzato il nome "Processo di Leningrado ai criminali di guerra tedeschi".

## Preparazione del processo
Il decreto emesso dal Comitato centrale del Partito comunista del 21 novembre 1945 "Processi contro la condotta dell'ex personale militare dell'esercito tedesco e dei mezzi punitivi usati dai tedeschi" ordinò al NKVD, al NKGB, alla direzione principale dello SMERSH e all'Ufficio del Procuratore dell'URSS, di completare tale indagine in tre settimane e categoricamente "non oltre il 15 dicembre 1945". Il gruppo composto da quattro agenti della Direzione Principale NKVD, NKGB e SMERSH guidati dal generale Proshin, fu inviato da Mosca a Leningrado, diversi militari nazisti sospettati dei crimini furono scoperti nei campi dei prigionieri di guerra tedeschi.
L'atto d'accusa verso questi indagati fu firmato il 25 dicembre 1945 dal procuratore militare del distretto militare di Leningrado, il generale Petrovskij, e nello stesso giorno fu approvato dal procuratore militare capo dell'Armata Rossa, Nikolaj Afanas'ev.

## Composizione del tribunale
Secondo il verdetto di condanna, la composizione della corte fu la seguente:
- Presidente: tenente colonnello Komlev;
- Membri della corte: il tenente colonnello Petrov ed il maggiore Antonjuk;
- Segretario: maggiore Proskurjakov.

## Imputati del processo di Leningrado

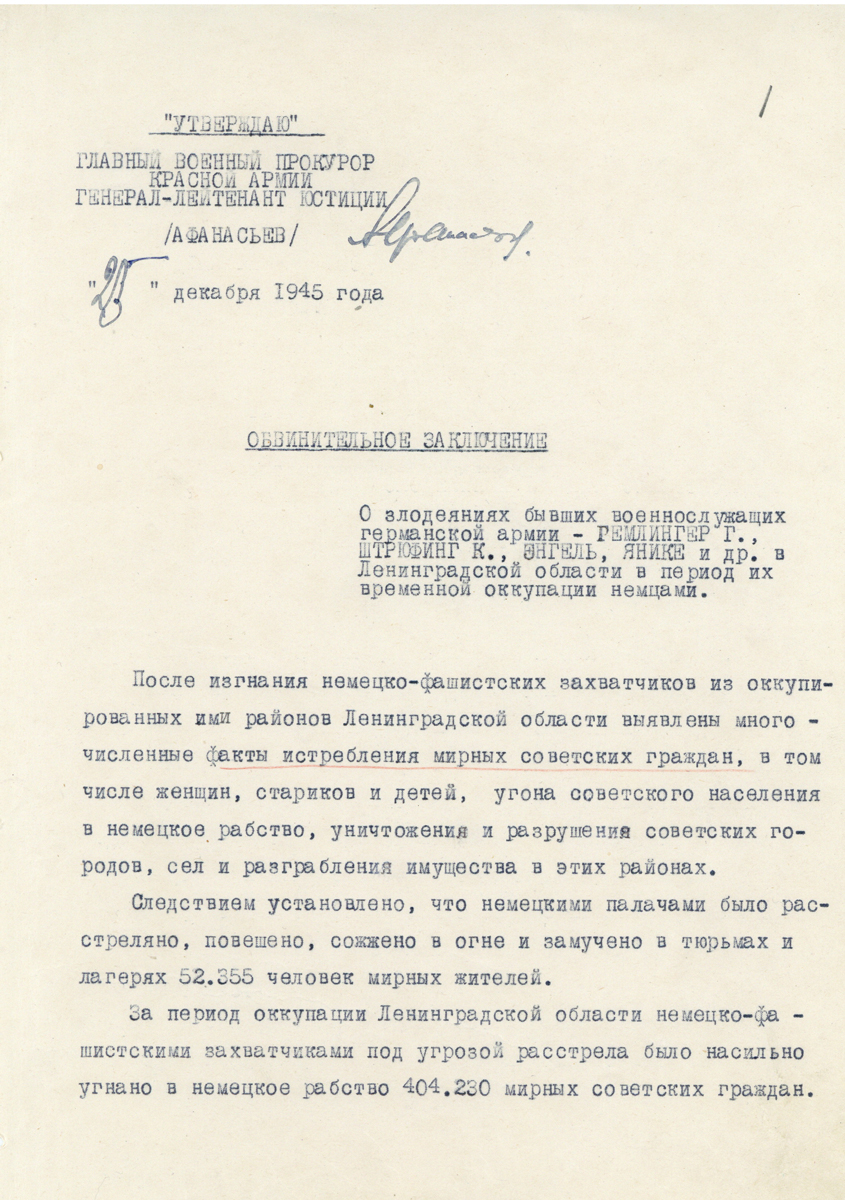
Firma del procuratore capo militare dell'Armata Rossa Nikolaj Afanas'ev sull'atto d'accusa

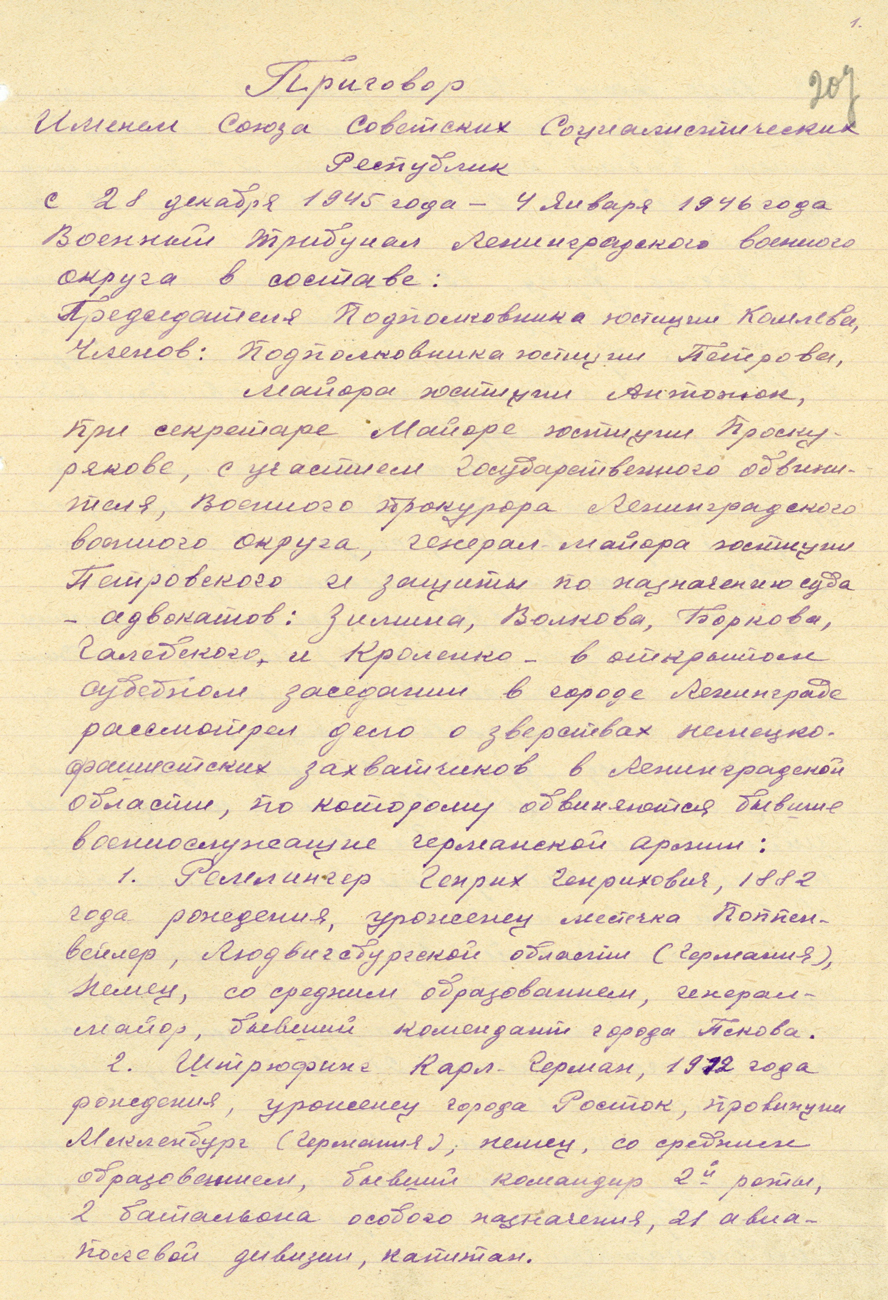
La prima pagina del verdetto con i dati degli imputati Remlinger e Strüfing

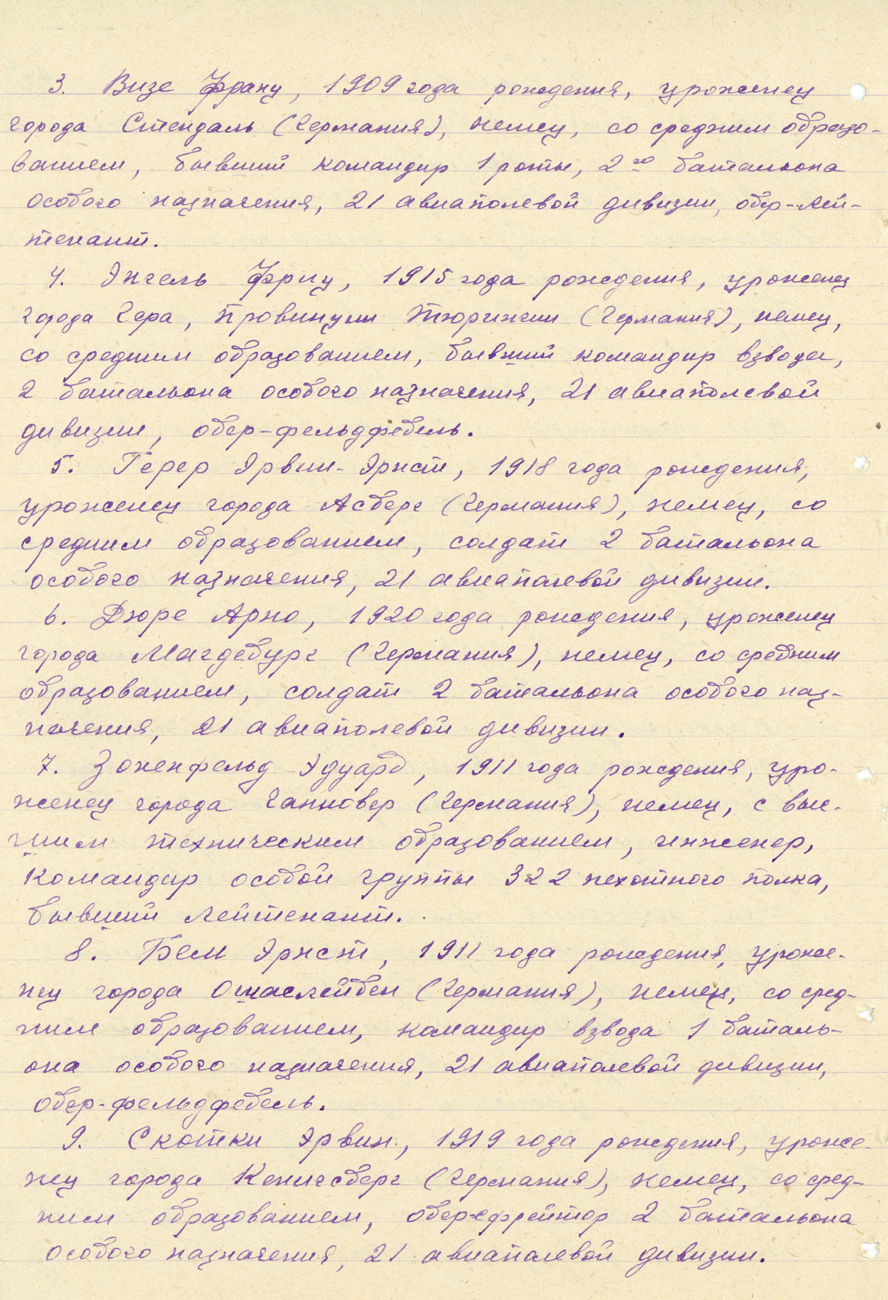
La seconda pagina del verdetto con i dati degli imputati Wiese, Engel, Gehrer, Dure, Sonenfeld, Boehm e Skotki

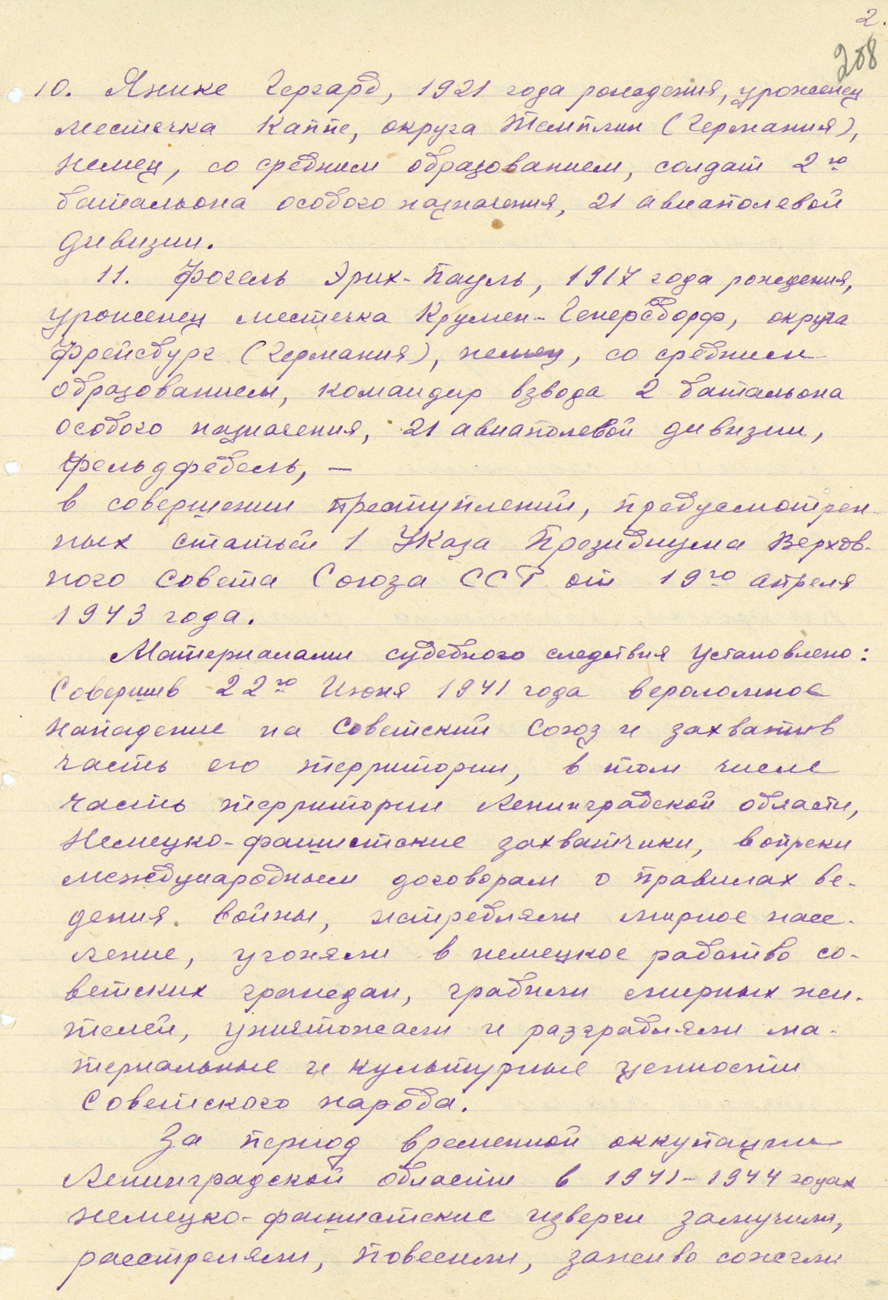
La terza pagina del verdetto con i dati degli imputati Janicke e Vogel

Gli imputati al processo furano il generale Heinrich Remlinger (indicato nel verdetto come "Heinrich Genrichovič" Remlinger, "l'ex comandante della città di Pskov") e 10 suoi subordinati:
- Il capitano Karl-Hermann Strüfing, nato nel 1912;
- Il tenente Franz Wiese, nato nel 1909;
- Il tenente Eduard Sonenfeld, nato nel 1911;
- L'oberfeldwebel Ernst Boehm, nato nel 1911;
- L'oberfeldwebel Fritz Engel, nato nel 1915;
- Il caporale Erwin Skotki, nato nel 1919;
- Il soldato Gerhard Janicke, nato nel 1921;
- Il soldato Erwin Ernst Gehrer, nato nel 1918;
- Il feldwebel Erich-Paul Vogel, nato nel 1917;
- Il soldato Arno Dure, nato nel 1920.

E. Boehm, F. Engel, E. Sonenfeld, E. Skotki, G. Janicke, E. Gehrer, E. Vogel e A. Dure prestarono servizio nel primo e nel secondo battaglione della 21ª divisione "Forze Speciali".
I battaglioni furono creati appositamente per i soldati condannati al carcere per reati minori. Secondo la testimonianza di Ernst Boehm (comandante di plotone del 1º Battaglione Forze Speciali) nel 1942 e nella prima metà del 1943, questi battaglioni combatterono al fronte. L'unica differenza tra i battaglioni delle forze speciali fu che i morti venivano sostituiti con altri prigionieri.
Alla fine del 1943, i compiti dei battaglioni delle forze speciali cambiarono. In concomitanza con la ritirata della Wehrmacht, questi battaglioni speciali iniziarono ad operare sul territorio che stavano lasciando. Dall'autunno del 1943, devastarono intere aree della regione di Leningrado, stabilendo anche delle basi temporanee nei piccoli insediamenti, da dove fecero partire le incursioni, distruggendo gli insediamenti su entrambi i lati delle strade. La maggior parte di queste incursioni si verificarono tra il dicembre 1943 e il marzo 1944. Il battaglione in cui prestava servizio Boehm, dal febbraio 1944 bruciò gli insediamenti rimasti e rimosse con la forza la popolazione nelle retrovie.
Il 24 dicembre 1943, il plotone in cui prestò servizio Janicke e altre due unità di Pljussa fecero irruzione in un villaggio vicino al villaggio di Nikolaevo, dove erano di stanza i partigiani. A seguito del raid, nel villaggio furono uccise circa 240 persone (tra cui 60 anziani e bambini), e altre 30 persone sono state portate prima a Pljussa e poi a Pskov. Il 31 dicembre 1943, tutti e tre i distaccamenti lanciarono un nuovo raid, durante il quale furono bruciati il villaggio di Novye Ljady, i villaggi di Utinovo e Paruzino e furono fucilati gli abitanti, circa 200-250 persone. Furono distrutti anche i rifugi nella foresta, dove si nascondevano più di 200 contadini, tutti uccisi.
Nel gennaio - febbraio 1944, Janicke prese parte ad operazioni punitive a sud di Pskov, durante le quali morirono diverse centinaia di persone, Janicke dichiarò che uccisero ogni persona che incontrarono. Alla fine del febbraio 1944, nell'area del villaggio di Ugly, Janicke e tre suoi colleghi rimasero indietro rispetto al distaccamento. Più tardi a Pskov, Janicke si ammalò, ma il 15 giugno 1944 tornò a prestare servizio nel distaccamento delle forze speciali. Nel luglio 1944, Janicke fu nuovamente prigioniero sovietico.
Janicke fu interrogato durante l'indagine preliminare per la preparazione dei materiali del processo di Riga. Nell'atto d'accusa al processo di Riga, redatto il 23 gennaio 1946, come prova della colpevolezza dell'imputato Werther venne citata la seguente testimonianza di Janicke:

## Le accuse e la difesa degli imputati

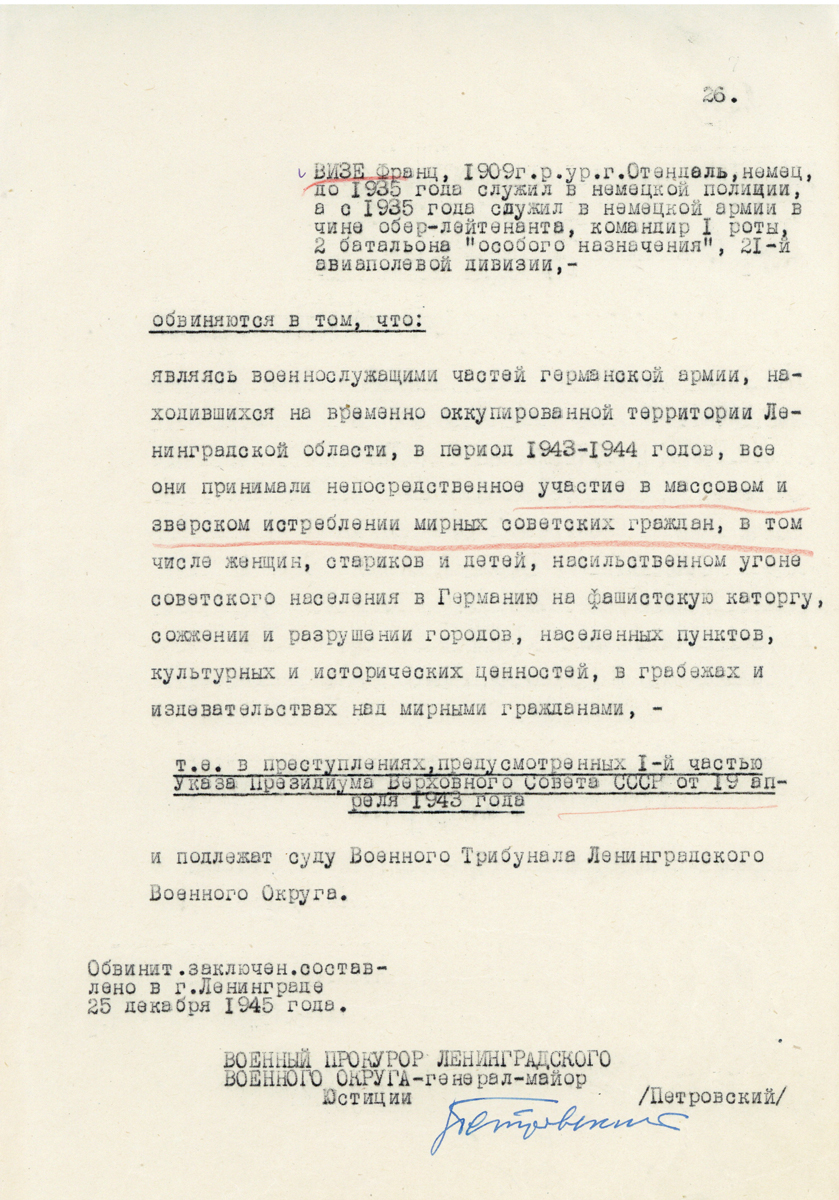
L'atto d'accusa contro gli imputati del processo di Leningrado. La qualificazione delle loro azioni è indicata dal decreto del Presidium del Soviet Supremo dell'URSS del 19 aprile 1943.

Il pubblico ministero fu il generale F. L. Petrovskij. Nel suo discorso, tracciò un parallelo tra i processi di Norimberga e Leningrado:
Uno schema simile fu utilizzato dal procuratore di stato L. N. Smirnov al processo di Smolensk, celebrato nel dicembre 1945, e cioè contemporaneamente al processo di Leningrado. Tutti gli accusati furono processati per i crimini commessi sul territorio della regione di Leningrado, cioè nel territorio che comprendeva le moderne regioni di Novgorod e Pskov.
Remlinger fu accusato di aver impartito le istruzioni per le spedizioni punitive, le loro vittime furono migliaia di cittadini sovietici per lo più donne, anziani e bambini, per la deportazione di 25000 persone ai lavori forzati e per l'incendio di 145 villaggi. K. Strüfing e F. Wiese diedero ordini per le esecuzioni. E. Boehm, F. Engel, E. Sonenfeld, E. Skotki, G. Janicke, E. Gehrer, E. Vogel e A. Dure eseguirono gli ordini di fucilazione, ogni esecutore ha ucciso personalmente da 11 a 350 persone. Inoltre, l'accusa indicò la distruzione dei monumenti culturali nei sobborghi di Leningrado, Pskov e Novgorod.

### Qualificazione giuridica degli atti degli imputati
Tutti gli imputati furono processati in base al decreto del Presidium del Soviet Supremo dell'URSS del 19 aprile 1943.

### Prove dell'accusa
Al processo di Leningrado, così come al processo di Minsk, su richiesta dell'accusa fu proiettato un documentario sui crimini dei nazisti nella regione di Leningrado. Questo filmato non fu poi ritrovato e gli storici non sono a conoscenza delle circostanze della sua realizzazione. La descrizione del film fu data dalla TASS in un rapporto sull'udienza del 2 gennaio 1946:

### Testimoni dell'accusa
Al processo furono interrogati i testimoni dell'accusa, convocati dal tribunale su richiesta del Pubblico Ministero.
Il medico legale del distretto militare di Leningrado A.P. Vladimirskij descrisse i luoghi di sepoltura delle vittime, comprese le vittime dell'Olocausto:
Testimoniò anche padre Pavel (Tarasov), rettore della cattedrale di San Nicola dei Marinai. Il collaborazionista N. I. Serdjuk, impiegato dell'ufficio del comandante tedesco a Kresty, si oppose a Remlinger e raccontò delle condizioni di detenzione disumane nel campo di Kresty.

### La linea di difesa e gli avvocati degli imputati
Tutti gli imputati, tranne Remlinger e Wiese, si dichiararono colpevoli. Gli storici non contestarono la testimonianza degli imputati fatta eccezione per la testimonianza di Arno Dure sul Massacro di Katyn'. Agli imputati furono forniti gli avvocati sovietici Zimin, Volkov, Borkov, Galevskij e Krolenko. Remlinger fu difeso da Zimin.
Gli avvocati basarono la loro linea di difesa sul fatto che i loro clienti fossero semplici esecutori degli ordini ricevuti. Gli imputati Boehm, Engel, Skotki, Strüfing, Janicke, Gehrer e Vogel, che si dichiararono colpevoli, chiesero clemenza al tribunale.

## Sala del processo di Leningrado
Il processo di Leningrado si svolse nella Casa della Cultura di Vyborg e accolse circa 2000 spettatori provenienti da Leningrado, Pskov e Novgorod. Il Tribunale del Distretto Militare di Leningrado fu situato sul palco della Casa della Cultura e furono predisposti un modello in bassorilievo del Cremlino, una grande statua di Stalin su un piedistallo e uno schermo per la proiezione del documentario.

## Questioni internazionali relative al processo di Leningrado
Durante l'interrogatorio degli imputati, l'accusa sovietica toccò due questioni internazionali: le fucilazioni degli ebrei di Budapest e il massacro di Katyn'. Gli imputati non furono accusati di nessuno dei due episodi. Tuttavia, da parte sovietica si usò il processo di Leningrado per dimostrare che i nazisti furono coinvolti nel massacro di Katyn'. Per questo motivo, l'imputato Arno Dure rese una falsa testimonianza sulla sua partecipazione, e per questo ricevette una condanna al carcere duro invece della pena di morte, ma subito dopo il rimpatrio in Germania ritrattò la sua testimonianza.

### Il processo di Leningrado e l'Olocausto in Ungheria
Per gli omicidi degli ebrei, sia in URSS che all'estero, non furono formalmente imputati gli accusati: Remlinger fu comandante militare di Budapest dall'aprile 1944 al febbraio 1945, durante il processo, il Pubblico Ministero chiese a Remlinger del suo coinvolgimento negli omicidi degli ebrei ungheresi:
- Non hanno sparato a nessuno.
- Ebrei, probabilmente?
- Non un solo ebreo. Al contrario, ho salvato molti ebrei, non ci crederà.
- Chi gli ha sparato?
- Quelli che hanno sempre fatto queste azioni, le SS, la Gestapo e altri. Non avevo niente a che fare con loro e, quando ne ho avuto l'occasione, ho salvato gli ebrei.»
L'inchiesta non riuscì a scoprire la reale partecipazione di Remlinger negli omicidi degli ebrei ungheresi e questo episodio non fu incluso nell'atto formale d'accusa.

### Processo a Leningrado e massacro di Katyn'
La parte sovietica preparò l'imputato Dure per i processi di Norimberga. Dure testimoniò al processo di Leningrado di essere stato mandato dalle autorità tedesche al lavoro correttivo nella foresta di Katyn'. La testimonianza di Dure conteneva alcuni strani dettagli:
- La foresta di Katyn' si trova in Polonia;
- La profondità del fossato era di 15-20 metri;
- Dure rinforzò le pareti del fossato con rami d'albero.

Un breve testo della testimonianza di Dure fu pubblicato il 3 gennaio 1946 dal quotidiano Die Tägliche Rundschau, pubblicato dall'Armata Rossa per la popolazione tedesca nella zona di occupazione sovietica della Germania.
Il 31 dicembre 1945, il New York Times pubblicò un riassunto della testimonianza di Dure:
Nell'aprile del 1943, un'agenzia di stampa tedesca affermò che i tedeschi avevano scoperto le tombe di Katyn' e incolpavano i russi di questa atroce atrocità. Quattro giorni dopo, il governo polacco a Londra ha annunciato di aver chiesto alla Croce Rossa Internazionale di inviare una delegazione per indagare sul posto. Il 25 aprile 1945 Mosca interruppe ufficialmente i rapporti con il governo polacco in esilio.»
Dure ha sorriso più volte durante il processo di Leningrado, durante l'interrogatorio e al momento del verdetto. Di conseguenza, Dure non fu inviato al processo di Norimberga. Il tema degli eventi di Katyn' non fu ripreso nel documentario "La sentenza del popolo". Nel 1954, Dure tornò in Germania e ritrattò la sua testimonianza sul massacro di Katyn', affermando di essere stato costretto a dirlo.

## Il verdetto e la sua esecuzione

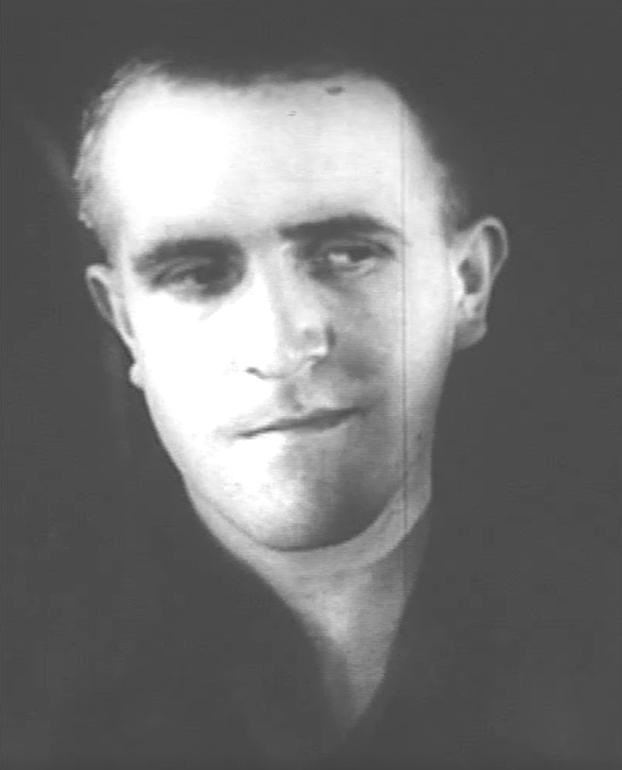
Arno Dure sorride, frammento del documentario "La sentenza del popolo" del 1946

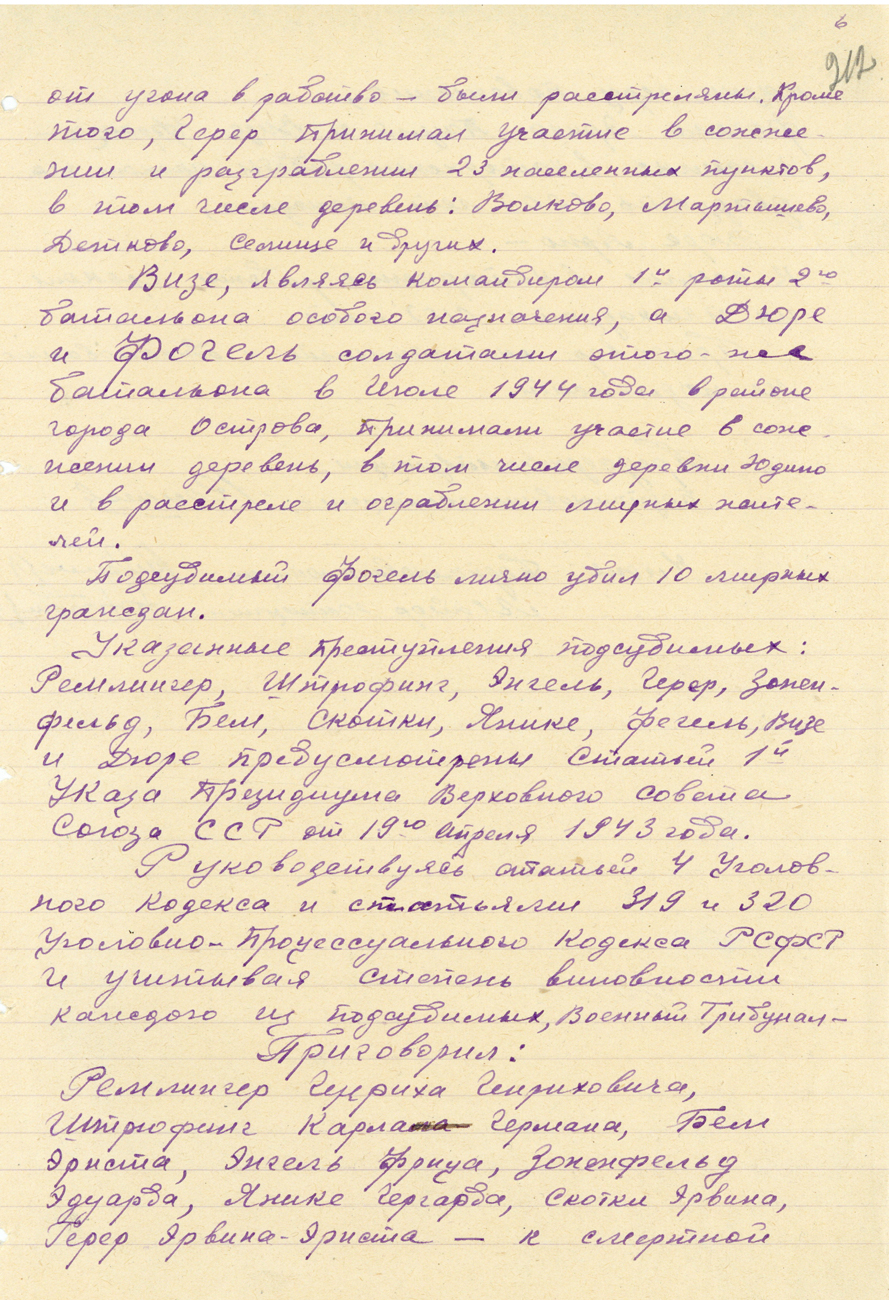
Sanzioni per gli imputati del processo di Leningrado, la penultima pagina della sentenza

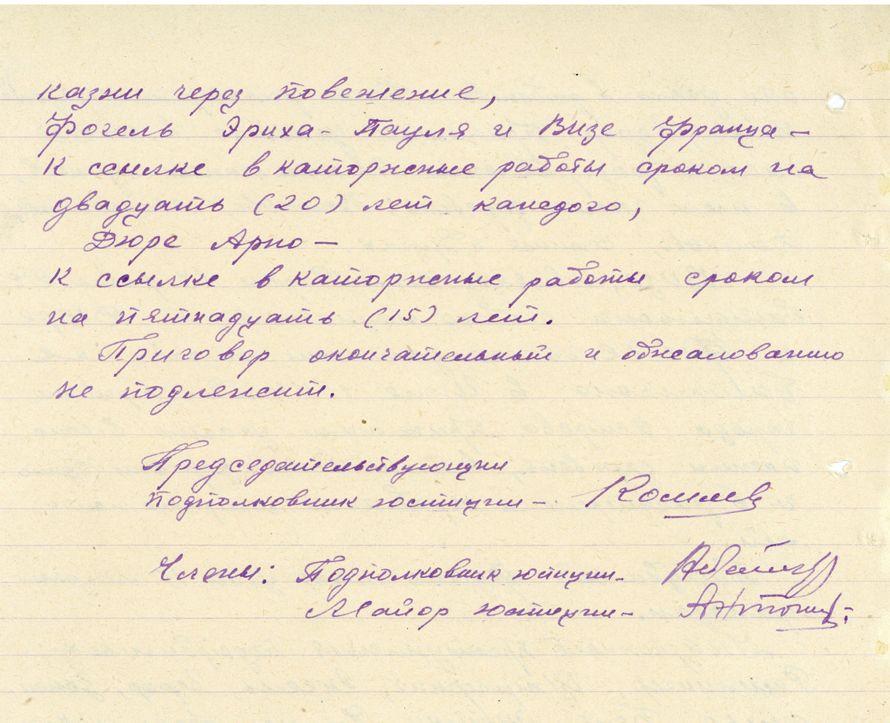
Misure punitive per gli imputati del processo di Leningrado, ultima pagina della sentenza

Il 3 gennaio 1946, una lettera a V. M. Molotov, al Commissario del popolo per gli affari interni dell'URSS S. N. Kruglov, al Commissario del popolo dell'URSS alla giustizia N. Ryčkov e al Commissario del popolo per la sicurezza dello Stato V. S. Abakumov portò a conoscenza l'atto d'accusa e le sanzioni proposte per gli imputati:
Molotov approvò queste proposte. Il pubblico ministero chiese di condannare tutti gli imputati all'impiccagione. Otto imputati (incluso Remlinger) furono condannati a morte e tre ai lavori forzati (Vogel e Wiese 20 anni ciascuno e Dure 15 anni).
La confessione di colpevolezza non influì sul verdetto, Vogel ammise le sue colpe e chiese clemenza, mentre Wiese non seguì la stessa linea. In totale, sette su otto condannati al patibolo si dichiararono colpevoli e sei di loro chiesero clemenza al tribunale.
Il verdetto recitava di non poter essere impugnato:
Otto condannati al processo di Leningrado furono impiccati pubblicamente a Leningrado in piazza Kalinin. Molti residenti locali, compresi i bambini, furono presenti all'esecuzione.La Leningradskaja Pravda riferì il 4 gennaio 1946 sull'esecuzione quanto segue:

## Copertura mediatica del processo
Il decreto del Politburo del Comitato centrale del Partito comunista di tutta l'Unione "Sulla conduzione dei processi contro ex militari dell'esercito tedesco e organi punitivi tedeschi" prescrive: "Il corso dei processi dovrebbe essere sistematicamente coperto dalla stampa locale e brevemente ripreso dalla stampa centrale". Secondo il diario di Pavel Luknickij, i giornalisti ebbero accesso ai materiali dell'indagine preliminare e poterono intervistare i membri del tribunale.
Il processo di Leningrado fu trattato dai seguenti media:
- Media sovietici nazionali: TASS, Izvestija, Radio di Mosca;
- Giornali sovietici locali: Leningradskaja Pravda, Novgorodskaja Pravda, Pskovskaja Pravda, Smena, Večernij Leningrad e altri;
- Media stranieri: il "New York Times" pubblicò tre notizie in merito (l'inizio del processo, il massacro di Katyn' e la sentenza), "Die Tägliche Rundschau".

I giornali sovietici pubblicarono 4 fotografie del processo: del tribunale, degli imputati e degli spettatori, e delle vignette di ciascuno degli imputati.
Nei giornali sovietici, quando si trattava del processo di Leningrado, venivano sottolineati i seguenti punti:
- Il collegamento tra i due processi di Norimberga e Leningrado;
- Il parallelo tra i principali imputati di entrambi i processi, Hermann Göring e Heinrich Remlinger;
- I processi sovietici ai militari tedeschi sono il risultato di una decisione coordinata da URSS, Stati Uniti e Regno Unito.

Nelle pubblicazioni sovietiche sul processo di Leningrado, Stalin fu appena menzionato mentre, al contrario, l'Armata Rossa e il popolo sovietico furono spesso nominati.
Particolare attenzione fu prestata dai giornali sovietici a Remlinger, a cui il giornalista di Leningrado M. Lanskoj dedicò diversi articoli. Nell'articolo “Dall'aula. Il boia" Lanskoj notò diversi punti:
- Remlinger non poté essere considerato un semplice prigioniero di guerra;
- Remlinger spera di poter trasferire la responsabilità a coloro che gli hanno dato ordini - "dare la colpa a Hitler, Göring, Sauckel e uscire dall'acqua";
- Un processo equo è in corso a Norimberga e Leningrado, la gente non dubita del verdetto contro Göring e Remlinger e aspetta "quando la loro meritata punizione li raggiungerà".

## Nella cultura di massa
Il documentario «Приговор народа» ("La sentenza del popolo"), diretto da L. Kikaz, cameraman E. Učitel', per lo Studio di film documentari di Leningrado, è stato girato sul processo nel 1946, che è stato visto da decine di migliaia di spettatori.
Il processo di Leningrado è citato nel film documentario “Nessuna prescrizione. Echelons of Death", diretto da Michail Elkin, sceneggiatore Aleksander Zvjagincev, sui crimini del periodo di occupazione a Pskov.

### Accesso ai materiali del processo di Leningrado
A partire dal 2020, i ricercatori hanno avuto accesso a soli due volumi dei materiali dell'indagine, i n. 11 e n. 12 contenenti le testimonianze degli imputati Janicke, Skotki, Sonenfeld e i protocolli della loro identificazione dalle fotografie. Il resto dei materiali del processo di Leningrado è ancora classificato ed archiviato negli archivi centrali dell'FSB e non viene rilasciato ai ricercatori. A partire dal 28 ottobre 2020, l'Agenzia federale degli archivi sul sito web del progetto "Crimini dei nazisti e dei loro complici contro la popolazione civile dell'URSS durante la Grande Guerra Patriottica del 1941-1945" ha pubblicato l'atto d'accusa ed il verdetto del processo di Leningrado.